# 小林良正
小林 良正（こばやし よしまさ、1898年3月1日 - 1975年12月29日）は、日本の経済学者。経済学博士。専修大学名誉教授（第一号）。いわゆる『講座派』に属し、マルクス経済学の立場から日本資本主義の分析をおこなった。

## 略歴
東京に生まれる。東京帝国大学卒業後、1923年（大正12年）に専修大学講師、1929年（昭和4年）には同学教授になった。1930年（昭和5年）、山田盛太郎、平野義太郎とともに治安維持法違反の名目で検挙、不起訴となるが教授を辞任して社会評論家として活動する。1932年（昭和7年）から岩波書店で刊行された『日本資本主義発達史講座』に論文を執筆、『講座派』の有力なメンバーとして労農派との論争を行う。
1936年7月にはコム・アカデミー事件で警視庁特高一課に検挙される。駒込警察署で約8か月にもわたる厳しい取り調べを受ける中で、理論と立場を清算して転向を表明。1937年（昭和12年）3月になり、ようやく釈放された。その後は、服部之総とともに、花王石鹸の嘱託として戦時下を過ごす。
戦後、専修大学に復職し、1949年（昭和24年）以降は経済学部長、大学院長、そして学長を二度つとめた（1949年4月～1952年3月、1958年4月～1961年9月）。専修大学名誉教授。また、民主主義科学者協会、日本学術会議でも活躍した。ドイツ民主共和国（東ドイツ）との友好にもつとめ、1974年にはドイツ民主共和国諸国民友好連盟から友好功労賞を贈られた。
専修大学の学監などをつとめた小林丑三郎は尊父であり、親子二代にわたって専修大学と関わった。

## 主な著書
- ドイツ経済史要（1928年、日本評論社）
- 日本産業の構成（1935年、白揚社）
- ロシア社会経済史（1948年、八雲書店）
- 日本資本主義の生成とその基盤（1949年、日本評論社）
- アジア式生産様式研究（1970年、大月書店）
- 日本資本主義論争の回顧（1976年、白石書店）